# Dicellandra
Dicellandra là chi thực vật có hoa trong họ Mua.